# Логотип Франции
Логоти́п Фра́нции (фр. logo de la France), официально с 1999 года — Графи́ческая ха́ртия прави́тельственной коммуника́ции (фр. Charte graphique de la communication gouvernementale); с 2020 года — Госуда́рственная ма́рка (фр. Marque de l'État) — официальный графический символ, используемый правительством и государственными органами Франции с 1999 года.

## История
Франция — единственная европейская страна, не имеющая своего герба. Во время Великой французской революции государственный герб был отменён декретом Учредительного собрания от 19 июня 1790 года, ликвидировавшим также все прочие «символы феодальности». Несмотря на то, что в последние годы Старого порядка лишь треть всех гербов принадлежала знати, а остальные — городам, буржуа, ремесленникам и различным корпорациям, «феодальность» гербов была и остаётся широко распространённым заблуждением. По этой причине за последовавшие после революции более двух столетий государственный герб, как и прочие гербы, так и не был возвращён в официальное использование.
После отмены герба, во время Французской революции в качестве государственного символа использовались самые разные изображения, наиболее распространёнными среди которых были трёхцветные кокарды (с 1789 года), фригийский колпак и ликторские пучки (с 1792). В периоды монархического правления различные виды гербов (включая государственный) использовались — так было во времена Первой империи (1804—1815) и Реставрации (1814—1830). Но даже тогда они не получили того распространения, какое имели до 1790 года.

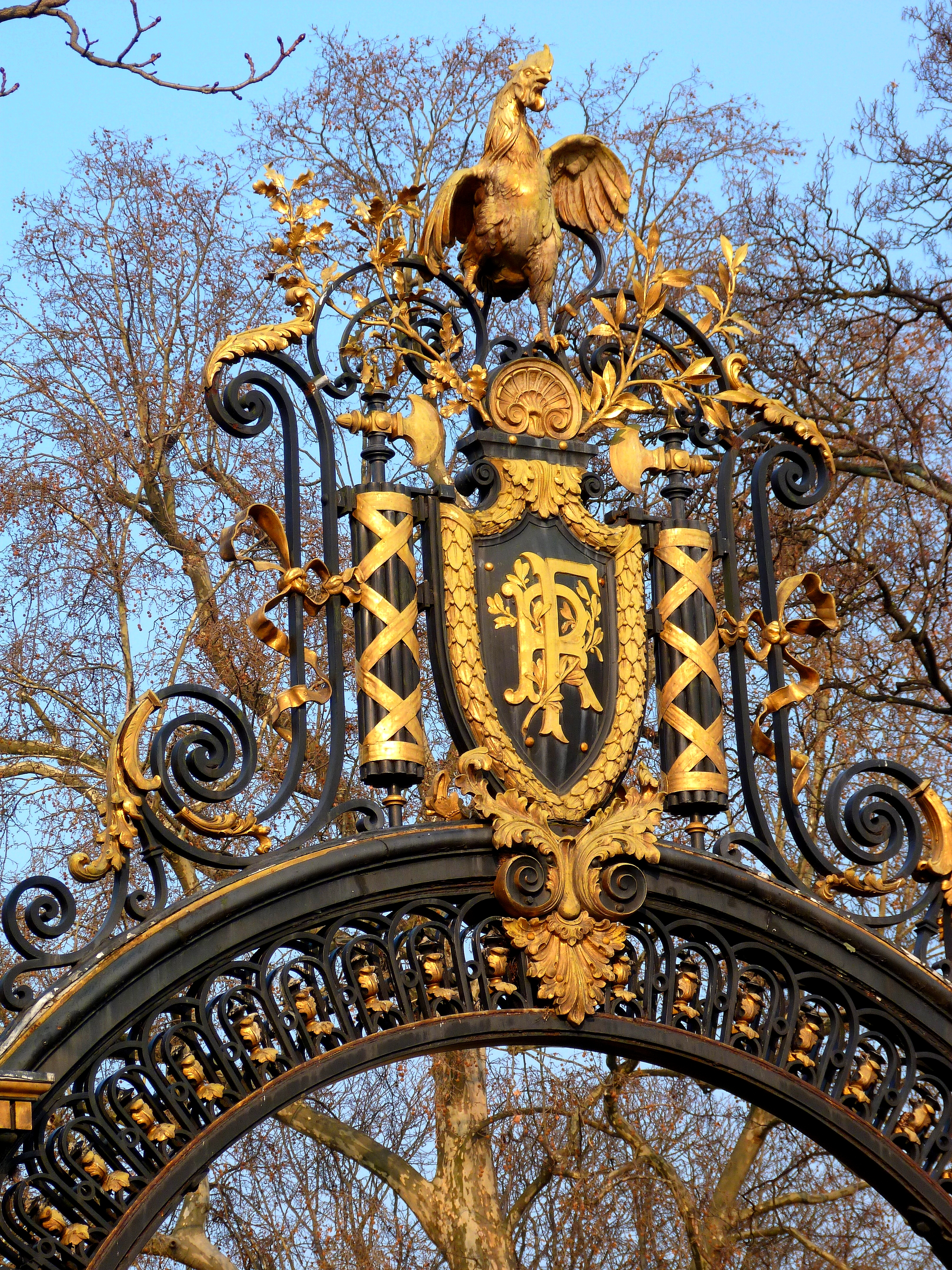
Один из видов эмблемы периода Третьей республики на воротах Елисейского дворца. В ней соединены галльский петух, ликторские пучки и монограмма RF

В дальнейшем попытки создания государственного герба предпринимались в стране и в периоды республиканского правления, они обсуждались во Второй (1848—1852), Третьей (1870—1940) и Четвёртой республиках (1946—1958), но каждый раз оканчивались ничем. С одной стороны они наталкивались на противодействие граждан, в сознании которых прочно укрепился миф о том, что герб является признаком монархии. С другой, разработчики гербов не могли предложить ничего достаточно интересного, лишь выдвигая проекты использования традиционных изображений — галльского петуха, ликторских пучков, Марианны, фригийского колпака, шестиугольника, карты Франции и букв RF в разных сочетаниях.

Современная официозная эмблема Франции на обложке паспорта

По этой причине в различные периоды в качестве государственного символа применялись самые разные изображения: Большая печать (с 1848) и различные виды эмблем, которые использовались и продолжают использоваться, особенно на различных объектах небольшой величины (например, на монетах и паспортах). Во времена Режима Виши (1940—1944) употреблялась в качестве символа галльская франциска, в то время как их оппоненты из Сражающейся Франции использовали лотарингский крест. Действующая с 1958 года по настоящее время конституция Французской Республики во второй главе перечисляет все официальные символы государства: сине-бело-красный флаг, национальный гимн «Марсельезу» и девиз «Свобода, равенство, братство». Ни герба, ни какого-либо иного изображения среди официальных символов государства нет.
Во время президентства Франсуа Миттерана (1981—1995) выдвигалось предложение о создании единого логотипа для маркировки государственных документов, но он не получил поддержки главы государства, который счёл его «слишком рекламным». К идее было решено вернуться в конце 1990-х годов. В 1997 году Счётной палатой Франции было проведено исследование использовавшихся различными государственными органами изображений. По словам Бернара Кандьяра, готовившего отчёт для правительства на эту тему, выявился настоящий «калейдоскоп» различных логотипов, принятых для использования министерствами и ведомствами начиная с 1990—1992 годов. Дополнительным стимулом введения единого логотипа стало внедрение подобных изображений другими странами и международными организациями — в частности, Европейским союзом и Германией.
При подготовке графического символа были организованы опросы в четырёх префектурах, по результатам которых был составлен список из двенадцати различных графических изображений, слов и букв, традиционных для Франции. Значительная их часть была отклонена: так, трёхцветная кокарда напоминала аналогичные символы других государств, галльский петух слишком ассоциировался со спортом из-за его использования многими французскими спортивными ассоциациями, буквы RF и шестиугольник были непонятны для иностранцев. В результате был отобран вариант логотипа, предложенный графическим дизайнером Изабель Боде из креативного агентства Hémisphère droit.
Он был официально утверждён 24 сентября 1999 года циркуляром премьер-министра Франции Лионелем Жоспеном № 4.694/SG под названием «Графическая хартия правительственной коммуникации». Позднее в «Графическую хартию» вносились изменения: 8 апреля 2010 года премьер-министр Франсуа Фийон распространил её действие на местные органы власти, а 17 февраля 2020 года премьер-министр Эдуар Филипп утвердил новую версию логотипа с небольшими графическими изменениями, а также лучше адаптированную к использованию на компьютерах и смартфонах.

## Описание

Логотип Франции (версия 1999 года)

### Логотип 1999 года
Логотип представлял собой прямоугольник с отношением сторон 5:3, в верхней части которого размещался французский триколор, левая (синяя) и правая (красная) части которого были разделены белым профилем Марианны. Под прямоугольником размещался Девиз Франции курсивом в одну строку через точку: Liberté • Égalité • Fraternité (с фр. — «Свобода, равенство, братство»). Строкой ниже под горизонтальной линией помещался текст капителем: République Française (с фр. — «Французская Республика»).
Для логотипа предписывалось использовать следующие цвета:
| Цвет    | CMYK        | Pantone             | Чёрно-белый |
| ------- | ----------- | ------------------- | ----------- |
| Синий   | 100-80-0-0  | Pantone Reflex Blue | N 80        |
| Красный | 0-100-100-0 | Pantone Red 032     | N 50        |
| Чёрный  | 0-0-0-100   | Black               | N 100       |

### Логотип 2020 года

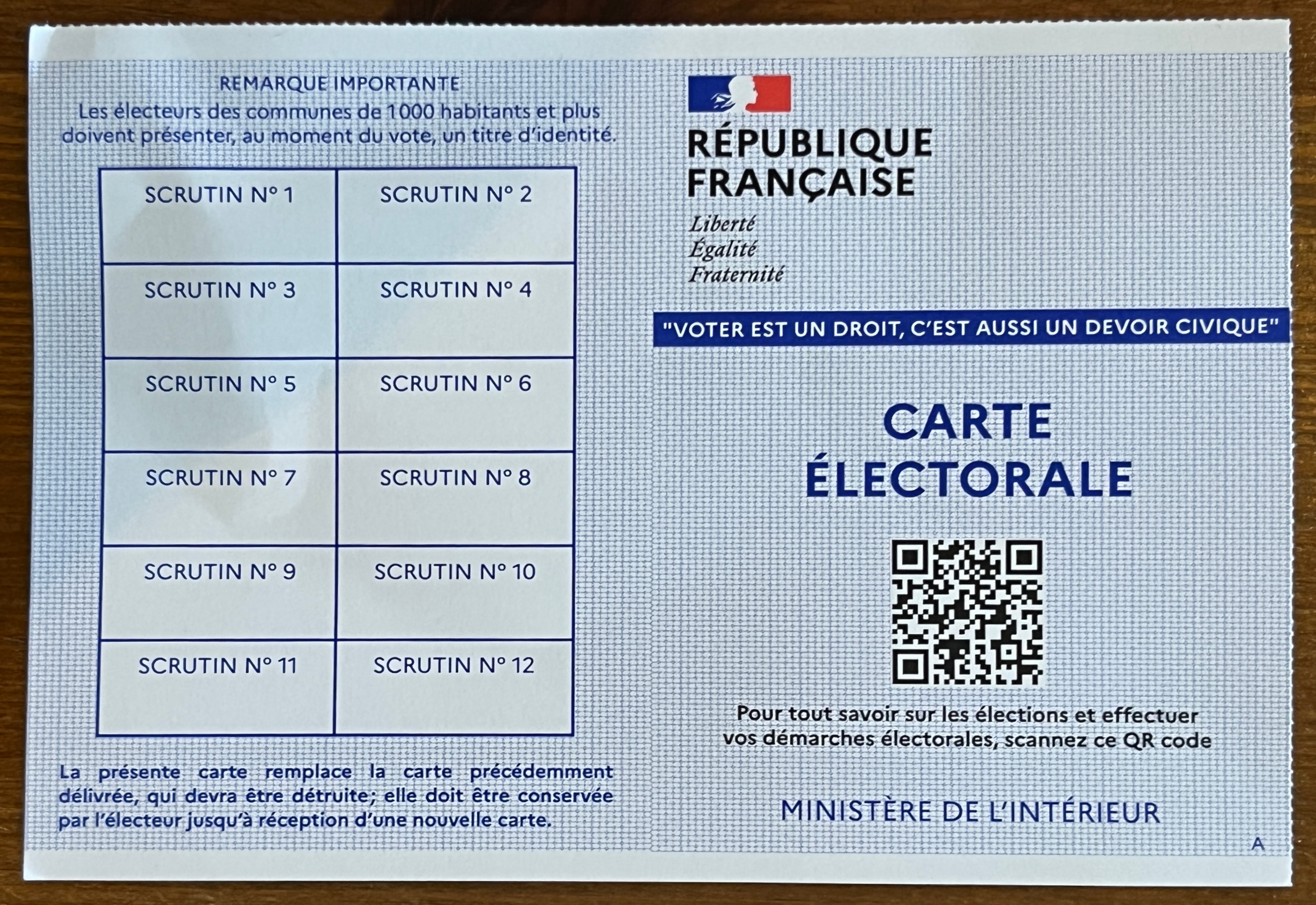
Избирательная книжка гражданина Франции с логотипом 2020 года

В начале 2020 года логотип получил официальное название «Государственной марки» (фр. Marque de l'État). В изображение и композицию были внесены небольшие графические изменения и уточнения. Блок с флагом и изображением Марианны сохранился, но её изображение стало несколько крупнее, стали видны плечи фигуры. Под блоком размещается название организации, использующей логотип, а под ним в 3 девиз Франции «свобода, равенство, братство». Вместо шрифта Times New Roman на новом логотипе используется специально разработанный шрифт Marianne.
Также были уточнены HTML-цвета для использования логотипа на компьютерах и смартфонах:
| Синий «France» | Белый   | Красный «Marianne» |
| -------------- | ------- | ------------------ |
| #000091        | #FFFFFF | #E1000F            |

Для гармонизации внешнего вида в качестве дополнительных цветов для логотипов организаций были признаны допустимыми следующие цвета:
| #E18B76 | #CE614A | #A558A0 | #417DC4 | #465F9D | #009099 | #009081 | #00A95F | #68A532 |
| #B7A73F | #C8AA39 | #C3992A | #E4794A | #D1B781 | #C08C65 | #BD9871 | #AEA397 | #000000 |

## Использование

Официальные логотипы министерств и ведомств, созданные на основе логотипа Франции 2020 года

Логотип предназначен для использования различными государственными органами на официальных документах и иных средствах коммуникации, а также на официальных вывесках, веб-сайтах, визитных карточках и так далее. В логотипе 1999 года дополнительный текст с названием соответствующего органа должен располагаться под логотипом и быть набран шрифтом Times New Roman. В логотипе 2020 года для написания названий органов используется специально разработанный шрифт Marianne. Организации, имеющие свой собственный логотип, могут также размещать его под логотипом Французской Республики.

## Комментарии
1. ↑  Шестиугольник (фр. hexagone) — неофициальное прозвище Франции, основанное на изображении страны на географической карте, по форме напоминающем шестиугольник[3].
2. ↑  RF — аббревиатура слов République française — Французская республика.